# Esqui alpino nos Jogos Olímpicos de Inverno de 2010 - Downhill feminino
O downhill feminino nos Jogos Olímpicos de Inverno de 2010 foi disputado no Whistler Creekside em 17 de fevereiro de 2010.

## Medalhistas
| Ouro   | USA Lindsey Vonn    |
| Prata  | USA Julia Mancuso   |
| Bronze | AUT Elisabeth Görgl |

## Resultados
| Pos.              | Nº | Atleta                         | Tempo   | Diferença |
| ----------------- | -- | ------------------------------ | ------- | --------- |
| Medalha de ouro   | 16 | USA Lindsey Vonn               | 1:44.19 | 0.00      |
| Medalha de prata  | 10 | USA Julia Mancuso              | 1:44.75 | +0.56     |
| Medalha de bronze | 5  | AUT Elisabeth Görgl            | 1:45.65 | +1.46     |
| 4                 | 14 | AUT Andrea Fischbacher         | 1:45.68 | +1.49     |
| 5                 | 18 | SUI Fabienne Suter             | 1:46.17 | +1.98     |
| 6                 | 6  | CAN Britt Janyk                | 1:46.21 | +2.02     |
| 7                 | 15 | FRA Marie Marchand-Arvier      | 1:46.22 | +2.03     |
| 8                 | 22 | GER Maria Riesch               | 1:46.26 | +2.07     |
| 9                 | 7  | ITA Lucia Recchia              | 1:46.50 | +2.31     |
| 10                | 27 | GER Gina Stechert              | 1:46.93 | +2.74     |
| 11                | 4  | USA Stacey Cook                | 1:46.98 | +2.79     |
| 12                | 12 | SUI Nadia Styger               | 1:47.22 | +3.03     |
| 13                | 2  | GBR Chemmy Alcott              | 1:47.31 | +3.12     |
| 14                | 28 | AUT Regina Mader               | 1:47.53 | +3.34     |
| 15                | 3  | ESP Carolina Ruiz Castillo     | 1:47.62 | +3.43     |
| 16                | 17 | CAN Emily Brydon               | 1:47.88 | +3.69     |
| 17                | 8  | FRA Aurélie Revillet           | 1:47.92 | +3.73     |
| 18                | 24 | SLO Tina Maze                  | 1:47.94 | +3.75     |
| 19                | 9  | SUI Nadja Kamer                | 1:48.14 | +3.95     |
| 20                | 36 | SLO Maruša Ferk                | 1:48.24 | +4.05     |
| 21                | 37 | CAN Shona Rubens               | 1:48.53 | +4.34     |
| 22                | 26 | ITA Johanna Schnarf            | 1:48.77 | +4.58     |
| 23                | 19 | FRA Ingrid Jacquemod           | 1:48.85 | +4.66     |
| 24                | 32 | MON Alexandra Coletti          | 1:48.92 | +4.73     |
| 25                | 29 | AUT Anna Fenninger             | 1:49.95 | +5.76     |
| 26                | 34 | RUS Elena Prosteva             | 1:50.07 | +5.88     |
| 27                | 31 | CZE Šárka Záhrobská            | 1:50.68 | +6.49     |
| 28                | 39 | AND Mireia Gutiérrez           | 1:52.67 | +8.68     |
| 29                | 42 | ARG Maria Belen Simari Birkner | 1:53.62 | +9.43     |
| 30                | 25 | SWE Jessica Lindell-Vikarby    | 1:53.76 | +9.57     |
| 31                | 38 | ARG Macarena Simari Birkner    | 1:54.25 | +10.06    |
| 32                | 40 | POL Agnieszka Gasienica Daniel | 1:55.10 | +10.91    |
| 33                | 45 | BUL Maria Kirkova              | 1:56.80 | +12.61    |
| 34                | 41 | CHI Noelle Barahona            | 1:57.47 | +13.28    |
| 35                | 43 | HUN Anna Berecz                | 1:57.86 | +13.67    |
| 36                | 44 | KAZ Lyudmila Fedotova          | 2:01.58 | +17.39    |
| 37                | 1  | CZE Klára Křížová              | 2:09.27 | +25.08    |
| -                 | 33 | CAN Georgia Simmerling         | DNS     | -         |
| -                 | 11 | SUI Dominique Gisin            | DNF     | -         |
| -                 | 13 | ITA Daniela Merighetti         | DNF     | -         |
| -                 | 20 | FRA Marion Rolland             | DNF     | -         |
| -                 | 21 | SWE Anja Pärson                | DNF     | -         |
| -                 | 30 | ITA Elena Fanchini             | DNF     | -         |
| -                 | 35 | ROU Edith Miklos               | DNF     | -         |
| -                 | 23 | USA Alice McKennis             | DSQ     | -         |

Legenda
| Recorde mundial      | Recorde mundial (World record)               |                       | Recorde africano                      | Recorde africano (African) |                                           | Q | Classificado por posição (Qualified) |
| Recorde olímpico     | Recorde olímpico (Olympic record)            | Recorde da América    | Recorde da América (Americas)         | q                          | Classificado por melhor tempo (Qualified) |   |                                      |
| Melhor marca do ano  | Melhor marca do ano (World leading)          | Recorde asiático      | Recorde asiático (Asian)              | DNS                        | Não largou (Did not start)                |   |                                      |
| Recorde nacional     | Recorde nacional (National record)           | Recorde europeu       | Recorde europeu (European)            | DNF                        | Não terminou (Did not finish)             |   |                                      |
| Recorde pessoal      | Recorde pessoal do atleta (Personal best)    | Recorde da Oceania    | Recorde da Oceania (Oceania)          | DSQ / DQ                   | Desclassificado (Disqualified)            |   |                                      |
| Recorde da temporada | Recorde da temporada do atleta (Season best) | Recorde sul-americano | Recorde sul-americano (South America) | NM                         | Sem marca (No mark)                       |   |                                      |